# Lacerta siculimelitensis
Lacerta siculimelitensis – wymarły gatunek dużej jaszczurki opisanej na podstawie skamieniałości  odnalezionych na Malcie z okresu późnego plejstocenu. Jednocześnie wykazano, że gatunek ten występował również na Sycylii w okresie środkowego plejstocenu. Na podstawie skamieniałych szczątków określono, że Lacerta siculimelitensis był spokrewniony z obecnie istniejącymi gatunkami rodzaju Lacerta, zasiedlającymi wyspy Morza Śródziemnego. 